# Eagle Nest
Eagle Nest es una villa ubicada en el condado de Colfax en el estado estadounidense de Nuevo México. En el Censo de 2010 tenía una población de 290 habitantes y una densidad poblacional de 22,08 personas por km².

## Geografía
Eagle Nest se encuentra ubicada en las coordenadas 36°32′49″N 105°15′38″O / 36.54694, -105.26056. Según la Oficina del Censo de los Estados Unidos, Eagle Nest tiene una superficie total de 13.13 km², de la cual 10.93 km² corresponden a tierra firme y (16.77%) 2.2 km² es agua.

## Demografía
Según el censo de 2010, había 290 personas residiendo en Eagle Nest. La densidad de población era de 22,08 hab./km². De los 290 habitantes, Eagle Nest estaba compuesto por el 89.31% blancos, el 0% eran afroamericanos, el 0.69% eran amerindios, el 1.03% eran asiáticos, el 0% eran isleños del Pacífico, el 7.59% eran de otras razas y el 1.38% pertenecían a dos o más razas. Del total de la población el 20.69% eran hispanos o latinos de cualquier raza.